# Love letters (soundtrack)
Love letters is van oorsprong de soundtrack van de film Love letters (1945). In deze film is het een instrumentaal nummer dat werd gecomponeerd door Victor Young. Op de bijgaande single werd wel gezongen, namelijk door Dick Haymes op tekst van Edward Heyman. De uitvoering van het orkest gebeurde onder leiding van Young.
Covers
Het lied is meer dan tweehonderd maal gecoverd. Slechts enkele artiesten zijn bijvoorbeeld Ike & Tina Turner (1963), Cliff Richard (1963), Pat Boone (1964), Sandie Shaw (1965), Elvis Presley (1966), Aretha Franklin (2007) en voormalig Frans first-lady Carla Bruni (2017). In Nederland verschenen er versies van Jack Jersey (1986), Danny Mirror & The Jordanaires (1991) en Lee Towers (1994).
Hitnotering
De single van Dick Haymes was goed voor een 11e plaats in de Billboard Hot 100.
| Land                   | pieknotering |
| ---------------------- | ------------ |
| VS (Billboard Hot 100) | 11           |

Andere artiesten die er een hit mee hadden, waren Ketty Lester (1962), Elvis Presley (1966),  Frankie Miller (1977), Debi Hawkins (1977, countrytop), Hazard (1983, countrytop) en Alison Moyet (1987).

## Ketty Lester
In 1962 kwam de versie van de Amerikaanse zangeres Ketty Lester uit met I'm a fool to want you op de A-kant en Love letters op de B-kant. Nadat radioluisteraars hun voorkeur lieten merken voor de B-kant, werden beide zijden omgedraaid. Voor Lester betekende dit aan het begin van haar carrière een groot succes. Ze had hitnoteringen in meerdere Angelsaksische landen.
Hitnoteringen
| Land                   | pieknotering |
| ---------------------- | ------------ |
| VS (Billboard Hot 100) | 5            |
| Verenigd Koninkrijk    | 4            |
| Ierland                | 8            |
| Australië              | 10           |
| Nieuw-Zeeland          | 6            |

## Elvis Presley
Elvis Presley bracht in 1966 zijn versie van Love letters uit met Come what may op de B-kant. Zijn versie zong hij samen met The Jordanaires. Het nummer kwam pas twee jaar later op een elpee te staan, namelijk op het verzamelalbum Elvis' gold records volume 4 (1968).
Hitnoteringen
| Land                   | pieknotering |
| ---------------------- | ------------ |
| VS (Billboard Hot 100) | 19           |
| Canada                 | 29           |
| Verenigd Koninkrijk    | 6            |

## Frankie Miller
De Schotse zanger Frankie Miller had met Love letters een hit in de lage landen. In het Verenigd Koninkrijk belandde zijn single niet in de hitlijst. Op zijn single staat Let the candlelight shine op de B-kant. Verder bracht hij het nummer dat jaar uit op zijn album Full house.
Hitnoteringen
| Land      | pieknotering |
| --------- | ------------ |
| België    | 16           |
| Nederland | 11           |

## Alison Moyet
Alison Moyet bracht in 1987 een ballad van Love letters uit, met This house op de B-kant. Het nummer verscheen niet op een regulier album. De single bereikte in meerdere landen de hitlijsten.
Hitnoteringen
| Land                | pieknotering |
| ------------------- | ------------ |
| Verenigd Koninkrijk | 4            |
| Nederland           | 40           |
| België              | 24           |
| Nieuw-Zeeland       | 39           |
| Ierland             | 6            |